# Zolotoj kljuv
Zolotoj kljuv (Золотой клюв) è un film del 1928 diretto da Evgenij Červjakov.